# باكاجا
باكاجا بلدية في ولاية بارا في المنطقة الشمالية من البرازيل.   